# Port Jacksonhaj
Port Jacksonhaj (Heterodontus portusjacksoni) är en haj som finns kring södra Australien. Familjen är mycket gammal, och går nästan tillbaka till början av mesozoikum.

## Utseende
En kraftigt byggd haj med stort huvud och en liten mun med en tandbeväpning som är typisk för tjurhuvudhajarna: Framtänderna är små och spetsiga för att hålla fast bytet, de bakre utgörs av stora plattor avsedda att krossa det. Färgteckningen är typisk: På ljusbrun till grå (ibland vitaktig) botten har den en teckning i form av svarta band som bildar en koppelliknande figur. Huden har kraftiga hudtänder, som ger den en påtagligt sträv känsla. Framtill på båda ryggfenorna har den en tagg. Som mest kan den bli 1,65 m lång; hanarna blir dock sällan längre än 75 cm, honorna 80 till 95 cm.

## Vanor
Port Jacksonhajen är en bottenlevande, nattaktiv haj, som lever vid kustnära rev ner till 245 m djup.  Under dagen vilar flera individer tillsammans på sandbotten i grottor och skrevor. Till skillnad från många andra hajar, kan denna art aktivt pumpa vatten över gälarna, och kan därför äta och andas samtidigt. Den behöver inte heller simma för att andas. Det är en mycket användbar egenskap, speciellt när hajen vilar på bottnen. Arten vandrar långa sträckor, särskilt i samband med parningen, då den kan förflytta sig upp till 850 km. Arten är inte farlig för människor, men kan nypas om den blir provocerad. Hajen kan bli över 30 år gammal.

### Föda
Födan består framför allt av tagghudingar som sjögurkor (speciellt arten Centrostephanus rodgersi). Dessutom tar den blötdjur, kräftdjur och småfisk, som tuggas mycket noga. Ungfiskarna, som inte ännu har utvecklat de platta krosständerna fullt ut, tar framför allt mjuk föda.

### Fortplantning
Honan blir könsmogen vid en längd av 70 till 90 cm, vilket motsvarar 11 till 14 år. Motsvarande värden för hanen är 55 till 70 cm och 8 till 10 år. Port Jacksonhajen är äggläggande, men har inre befruktning. I samband med leken samlas deltagarna i grottor och andra utrymmen. Den leker under vinter till vår (augusti till november) på grunt vatten, under vilken tid deltagarna samlas i grottor och andra utrymmen. Honan lägger en olivgrön äggkapsel (som ändrar färg till brun efter några veckor) var 10:e till 14:e dag. Upp till 8 kapslar kan läggas under parningsperioden. Honan gömmer äggkapseln i en klippskreva. Kapseln, som innehåller två ägg, kläcks efter 10 till 11 månader. Ungen är 18 till 22 cm vid kläckningen.

## Utbredning
Arten finns på kontinentalsockeln runt Australien, söder om 20°S. Ett fynd från Nya Zeeland har också gjorts.

## Betydelse för människan
Arten är klassificerad som livskraftig ("LC") av IUCN, och inga större hot har konstaterats. Ett smärre fiske förekommer, men i regel tas arten enbart som bifångst, och som sådan återbördas den ofta levande till havet. Ett visst sportfiske förekommer även, trots att köttet inte anses särskilt smakligt. Arten fångas också för att användas som akvariefisk. Den förekommer i offentliga akvarier, och har fortplantat sig där.